# Partido de General Alvarado
General Alvarado es uno de los 135 partidos de la provincia argentina de Buenos Aires. Se encuentra al sudeste de la provincia, sobre las márgenes del mar Argentino. Su ciudad cabecera es Miramar. Limita al noreste con el partido de General Pueyrredón (Mar del Plata); al noroeste con el partido de Balcarce; al sudoeste con el partido de Lobería y al sudeste con el mar Argentino. Forma parte de la Quinta Sección Electoral de la provincia de Buenos Aires.

## Toponimia
Su nombre hace referencia a Rudecindo Alvarado, quien participó en las guerras por la independencia, llegando a ser Jefe del Regimiento de Granaderos a Caballo y Mariscal del Perú. Se eligió este nombre porque en esa época se utilizaban nombres de próceres de la Independencia, y el General Alvarado había , siendo gobernador de Salta favorecido a un integrante de la familia Dupuy, cofundadora de Miramar: Vicente Dupuy.

## Población
Según el Censo 2022, la población del Partido de General Alvarado era de 45.526 habitantes. En 2010 había 19.404 eran varones, y 20.190, mujeres.
| Gráfica de evolución demográfica de Partido de General Alvarado entre 1991 y 2022 |
|                                                                                   |
| Fuente: Censos nacionales del INDEC                                               |

- Población 1991 : 30,385 habitantes (Indec, 1991)[7]
- Población 2001 : 34,391 habitantes (Indec, 2001)[7]
- Población 2010 : 39,594 habitantes (Indec, 2010)[3]
- Población 2022 : 45,526 habitantes (Indec, 2022)[3]

## Localidades del partido
- Miramar: ciudad cabecera del partido y la más poblada, con 29.433 habitantes. Es un importante centro turístico de la provincia.

- Mar del Sud: Ubicada a 16 km al sur de Miramar por la ruta 11. Es una villa balnearia de 453 habitantes.
- Comandante Nicanor Otamendi: Al norte de Miramar, 35 km por rutas 77 y 88. Es una localidad agrícola y la segunda en importancia, con 6.623 habitantes.
- Mechongué: Al noroeste de Miramar, a 50 km por rutas provinciales 77 y 88. Pequeño pueblo agrícola cerca del límite norte del partido. Tiene 1.307 habitantes.
- Centinela del Mar: Es un pequeño paraje rural que cuenta con un almacén, una playa, una escuela y una capilla.

## Laguna La Ballenera
Ubicada en el Partido de General Alvarado, a 450 km de Buenos Aires por autovía 2 y RP 11, y a 60 km de Mar del Plata. Tiene una cubeta de 50 ha, con una profundidad media de 1 m, y muy pareja.
El predio fue donado por Luis Felipe Amadeo, y fundado en 1980. Se accede tras 9,5 km de tierra desde la Av. 40 en Miramar. Esta calle de tierra se toma desde esta avenida en donde un cartel indicador verde sobre mano derecha (circulando hacia Mar del Sur) dice: La Ballenera Chica 6 km, refiriéndose a la Estancia. Se transita pasando por la estancia María Ángela a la izquierda y El Caracol a la derecha entre otras, y pasando unas 6 cuadras la entrada de esta última, sobre la derecha, está el arco de la entrada a la laguna.
Costas bajas y barrosas, con juncales en casi toda su superficie lo que la hace muy difícil para pescar pero a su vez brinda la posibilidad de efectuar importantes capturas, con pejerreyes que han superado los 2 kg de peso. Es de propiedad particular y cobran la entrada para la pesca deportiva y da derecho al uso de fogones con los que tiene derecho a mesas y bancos con techo que le dan sombra. Camping, bajada de embarcaciones, muelle, embarcadero, kiosco, sanitarios, venta de artículos de pesca primarios. La explota el Club de pesca local.

## Intendentes Municipales desde 1983
| Intendente                   | Mandato                                           | Partido | Partido | Alianza | Alianza | Elecciones |
| ---------------------------- | ------------------------------------------------- | ------- | ------- | ------- | ------- | ---------- |
| Enrique Marcelo Honores      | 10 de diciembre de 1983 - 10 de diciembre de 1987 |         | UCR     |         | —       | 1983       |
| Enrique Marcelo Honores      | 10 de diciembre de 1987 - 10 de diciembre de 1991 | 1987    | UCR     |         | —       |            |
| Carlos Andrés Molina         | 10 de diciembre de 1991 - 10 de diciembre de 1995 |         | PJ      |         | FREJUFE | 1991       |
| Enrique Marcelo Honores      | 10 de diciembre de 1995 - 10 de diciembre de 1999 |         | UCR     |         | —       | 1995       |
| Enrique Marcelo Honores      | 10 de diciembre de 1999 - 10 de diciembre de 2003 |         | UCR     | Alianza | 1999    |            |
| Tomás Hogan                  | 10 de diciembre de 2003 - 10 de diciembre de 2007 |         | PJ      |         | —       | 2003       |
| Patricio Hogan               | 10 de diciembre de 2007 - 10 de diciembre de 2011 |         | PdV     |         | FPV     | 2007       |
| Patricio Hogan               | 10 de diciembre de 2011 - 10 de diciembre de 2013 |         | PJ      | 2011    | FPV     |            |
| Germán Di Cesare             | 10 de diciembre de 2013 - 10 de diciembre de 2015 |         | FR      | 2011    | FPV     |            |
| Germán Di Cesare             | 10 de diciembre de 2015 - 10 de diciembre de 2019 |         | FR      | UNA     | 2015    |            |
| Leandro Sebastián Ianantuony | 10 de diciembre de 2019 - 10 de diciembre de 2023 |         | FR      |         | FdT     | 2019       |
| Leandro Sebastián Ianantuony | 10 de diciembre de 2023 - En el cargo             |         | FR      | UP      | 2023    |            |

1. ↑  La Alianza participó dividida o no participó en la elección del municipio, sin embargo, el partido apoya o forma parte de la misma a nivel provincial.
2. ↑  Renuncia para asumir como senador provincial.
3. ↑  Asume como presidente del HCD.
4. ↑  Ver detalle.